# Rete tranviaria di Sarajevo
La rete tranviaria di Sarajevo è la rete tranviaria che serve la città bosniaca di Sarajevo. È composta da sette linee.

## Storia
Il primo tram trainato da cavalli transitò per le strade di Sarajevo il 1º gennaio 1885. Il tracciato, a senso unico, aveva una lunghezza di 3,1 km e partiva dall’area dell’attuale Facoltà di Economia, attraversando Ferhadija e la via principale della città (oggi nota come via Tito), passando per Marindvor e terminando presso la principale stazione ferroviaria della città. 
La linea fu inizialmente realizzata con una scartamento di 760 mm.
Il 1º maggio 1895 la rete fu elettrificata e, contestualmente, il tracciato venne esteso dalla stazione ferroviaria di Pofalići, allora situata nei pressi dell’attuale hotel Bristol, fino al Ponte Latino. I veicoli impiegati furono realizzati dall'azienda tedesca Siemens-Schuckertwerke e rappresentavano i primi tram costruiti nei suoi stabilimenti.
Nel 1960 lo scartamento fu modificato a 1435 mm, conformandosi agli standard internazionali.
Nel 2012 è stato eseguito un intervento di ristrutturazione della linea tranviaria nel tratto compreso tra Baščaršija e Marijin Dvor (curva a S).

## Rete
La rete tranviaria di Sarajevo si estende per 10,7 km lungo un asse est-ovest, dal quartiere storico di Baščaršija fino al comune di Ilidža. È inoltre presente una diramazione di 400 metri che collega la rete alla stazione ferroviaria, servita da alcune linee dedicate.
La tratta principale attraversa l'arteria urbana più trafficata della città, partendo da ovest lungo il Bulevar Meše Selimovića (in precedenza noto come 6. proleterske brigade), che, da Čengić Vila, prende il nome di Zmaja od Bosne (già Vojvoda Radomir Putnik).
Nel centro storico, il tram percorre Obala Kulina bana (già Obala Vojvoda Stepa Stepanović) fino al capolinea di Baščaršija, per poi tornare in direzione di Skenderija transitando parallelamente lungo le vie Mula Mustafe Bašeskije e Maršala Tita.
- 1: Željeznička stanica – Baščaršija
- 2: Čengić Vila – Baščaršija
- 3: Ilidža – Baščaršija
- 4: Ilidža – Željeznička stanica
- 5: Nedžarići – Baščaršija
- 6: Ilidža – Skenderija
- 7: Nedžarići – Skenderija

(linea soppressa alla fine degli anni '90 del XX secolo, ripristinata nel 2024)
Il deposito è situato in Ulica Srđan Aleksića, nei pressi della fermata Alipašin Most.